# 酒女星
酒女星（215 Oenone）是第215顆被人類發現的小行星，位于火星和木星之間的小行星帶。
酒女星在1880年4月7日由德裔俄羅斯天文學家維克托·克諾雷在德國柏林發現。小行星以希臘神話中的寧芙酒仙女歐諾內命名。歐諾內是弗里吉亞伊達山（Mount Ida）上的一位山寧芙。她的父親是俄紐斯。她的名字將她與飲葡萄酒後的預言天賦聯繫起來，故此稱為酒仙女。

### 錯誤的中文譯名
酒女星以前翻譯為疚女星，但名字來源是酒仙女事蹟，與因爲某些原因感到內疚、自責和不安的女性無關。
| 前一小行星： 小行星214 | 小行星列表 | 後一小行星： 小行星216 |